# Palaisioscaria frenatum
Palaisioscaria frenatum är en insektsart som beskrevs av Günther, K. 1938. Palaisioscaria frenatum ingår i släktet Palaisioscaria och familjen torngräshoppor. Inga underarter finns listade i Catalogue of Life.